# Rain Dances
Rain Dances es el quinto álbum del grupo de rock progresivo Camel publicado en 1977. Con este disco vendrían cambios importantes en la formación de la banda. El bajista Doug Ferguson abandona el grupo y el miembro de Caravan Richard Sinclair entra en la banda en su reemplazo, junto con la participación del saxofón de Mel Collins, ex-King Crimson.
Andy Latimer  interviene con su flauta en el tema "Elke" y participa Brian Eno.

## Creación
De la mano de Rhett Davies el grupo comenzó en los Basing Street Studios de Londres a grabar el nuevo disco aún sin la llegada del nuevo bajista, tomando el instrumento el propio Andy Latimer para  las canciones Skylines y Tell me que es finalmente cantada por Richard Sinclair. Es el primer álbum que divide claramente las canciones cantadas y las instrumentales. La entrada del nuevo bajista da un nuevo cariz en las voces, enriqueciendo el sonido del grupo de manera notable. El disco presenta la cara más jazzística del grupo en toda su historia reforzada en la grabación por una sesión de metal en algunos temas y el fabuloso saxo de Mel Collins que se convierte en miembro fijo de la banda.  Editado el 17 de septiembre de 1977, el disco estuvo durante ocho semanas en las listas Británicas alcanzando el puesto n.º 20 en ventas de ese año. En USA estuvo durante cinco semanas en las listas Billboard alcanzando el puesto 136.

## Tour
Ahora Camel es un quinteto que pone el cartel de "Sold Out" en su gira por las islas británicas y actuando en el famoso programa de Radiotelevisión de la BBC Sight And Sound In Concert el 1 de octubre de 1977. La gira fue acompañada de un estudio móvil con la intención de realizar una futuro disco en directo.

## Lista de temas
1. "First Light" - Bardens, Latimer – 5:01
2. "Metrognome" - Bardens, Latimer – 4:15
3. "Tell Me" - Bardens, Latimer – 4:06
4. "Highways of the Sun" - Bardens, Latimer – 4:29
5. "Unevensong" - Bardens, Latimer, Ward – 5:33
6. "One of These Days I'll Get an Early Night" - Bardens, Mel Collins, Latimer, Sinclair, Ward – 5:53
7. "Elke" - Latimer – 4:26
8. "Skylines" - Bardens, Latimer, Ward – 4:24
9. "Rain Dances" - Bardens, Latimer – 2:53
10. "Highways of the Sun" - Bardens, Latimer – 3:57 (bonus track)(versión sencillo)

## Intérpretes
- Andrew Latimer - Guitarra, Flauta, Voces
- Peter Bardens - Teclados
- Andy Ward - Batería, Percusión
- Richard Sinclair - Bajo, Voces
- Mel Collins - Saxofón

junto con
- Martin Drover - Trompeta, Trompa Flugel
- Malcolm Griffiths - Trombón
- Brian Eno - Mini Moog, Piano Eléctrico, Piano Acústico
- Fiona Hibbert - Arpa

- Datos: Q1753704